# Trey Gilder
Pour les articles homonymes, voir Trey et Gilder.
Trey Gilder, né le 24 janvier 1985, à Dallas, au Texas, est un joueur américain de basket-ball. Il évolue au poste d'ailier.

## Palmarès
- Champion NBA Development League 2009
- Vainqueur du Shooting Stars Competition du NBA Development League All-Star Game 2010
- First-team All-Southland 2008